# Fran Fux
Fran Fux, slovenski kirurg avstrijskega rodu, * (?) 1822, Steyr, Avstrija, † 5. marec 1892, Ljubljana.
Po končani gimnaziji je študiral medicino na dunajski univerzi in 1848 tam tudi doktoriral, opravil dveletno specializacijo na kirurški kliniki in bil nato tri leta asistent kirurške klinike v Gradcu ter se nato še dodatno izobraževal na Dunaju. Leta 1854 se je preselil v Ljubljano, vodil nekaj časa okulistični oddelek ter supliral obolelega prof. L. Nathana in ga 1859 nasledil kot primarij kirurškega oddelka ljubljanske bolnišnice. 